# Top Banana (filme)
Top Banana é um filme estadunidense de 1954 dirigido por Alfred E. Green e estrelado por Phil Silvers. É uma adaptação cinematográfica de um espetáculo da Broadway. O personagem Jerry Biffle interpretado por Silvers foi baseado em seu colega e amigo Milton Berle.
Top Banana foi filmado em 3-D, mas a versão nunca foi lançada ao público.

## Elenco
- Phil Silvers...Jerry Biffle
- Rose Marie...Betty Dillon
- Danny Scholl...Cliff Lane
- Judy Lynn...Sally Peters
- Jack Albertson...Vic Davis
- Bradford Hatton...Mr. Parker
- Johnny Coy...Tommy Phelps
- Dick Dana...Danny
- Joey Faye...Pinky
- Johnny Trama...Homenzinho
- Herbie Faye...Moe
- Walter Darewahl...Walter
- Gloria Smith...dançarino
- George Marcy...dançarina
- Grace Lee Whitney...Miss Holland (sem créditos)

## Recepção
Top Banana foi lançado pela United Artists no início de 1954 e foi amplamente elogiado como uma valiosa vitrine para Phil Silvers e seu elenco de talentos cômicos de primeira linha. "(Silvers) é simplesmente hilário no filme", disse o New York Times.